# 岡山徹
岡山 徹（おかやま とおる、1951年5月14日 - ）は、日本の翻訳家、コラムニスト、作家。

## 人物・来歴
東京都杉並区永福町生まれ。慶應義塾大学文学部英文学科卒業。ジャパンタイムズの姉妹紙『alpha』(旧『週刊ST』)で映画のコラムを担当。『海峡を渡るバイオリン』の口述筆記を担当した。洋楽関係の翻訳のほか、海外映画のノベライズも多く手がける。

## 著書
- 『夏空よりも永遠に』東京書籍, 1991 （小説）
- 『映画に"よく出る"英語表現 :字幕なしで映画がわかる』(英語よく出るシリーズ)編著. SSコミュニケーションズ, 1992
- 『映画でスラスラ日常英語 字幕からこぼれる言葉たち』(小学館ジェイブックス) 1998
- 『恋する映画 英語で読みたいおしゃれな名セリフ』PHP研究所, 2003
- 『語源でたどる英単語まんだら』小学館, 2007
- 『ひとり介護 母を看取り父を介護した僕の1475日』ダイヤモンド社, 2007

### 翻訳・ノベライズ
- クレイグ・アンダートン 編著『ホーム・レコーディング』岡山徹 [ほか]訳. ミュージックセールス, 1979
- ハントン・ダウンズ『コッポラ「アポカリプス・ナウ」の内幕』クイックフォックス社, 1980
- マイルズ 編『ミック・ジャガー語録 ロック・シーンに君臨する偉大なるサターン』新興楽譜出版社, 1982
- ジョージ・バーンズ『努力しないで100歳生きる方法』シンコー・ミュージック, 1983
- ゴードン・ウイリアムズ『マイクロノーツ』サンリオSF文庫 1985
- レス・マーチン『ブライド : 映画ストーリー・ブック』(講談社X文庫) 1985　ノベライズ
- ジョン・スキップ, クレイグ・スペクター原作『フライトナイト: 映画小説』(講談社X文庫) 1985
- デニス・サンダーズ『世界ビギニング・データブック』文化出版局, 1985
- ジョージ・A・ロメロ『死霊のえじき: 映画小説』(講談社X文庫) 1986
- レイ・ガートン『スペースインベーダー :映画小説』(講談社X文庫) 1986
- レイ・コールマン『ジョン・レノン』音楽之友社, 1986
- デイヴ・マーシュ『グローリーデイズ: '80年代のスプリングスティーン』CBS・ソニー出版, 1987
- ウィンストン・ブラント『U2 : ロックを熱くするストーリー』音楽之友社, 1988
- マイルズ 編『永遠の反逆児ミック・ジャガー』シンコー・ミュージック, 1988
- ハワード・サイナー編,ノーマン・メイラー 他著『ラスト・アメリカン・ヒーロー :ベスト・オブ・スポーツコラム (シリーズ・ザ・スポーツノンフィクション 岡山徹 他訳. 東京書籍, 1988
- スペンサー・ブライト『ピーター・ガブリエル 正伝』音楽之友社, 1989
- ティム・ライリー『ビートルズ全曲解説』東京書籍, 1990
- スティーブン・レベロ『アルフレッド・ヒッチコック&ザ・メイキング・オブ・サイコ』白夜書房, 1990
- ウィリアム・キンバリー『ティレル』(F1チャンピオン・シリーズ) CBS・ソニー出版, 1990
- 『ローリング・ストーン/インタヴューズ : 80S』ローリング・ストーン編集部 編, 小倉ゆう子,奥田祐士共訳. CBS・ソニー出版, 1990
- ウィリアム・キンバリー『ウィリアムズ』(F1チャンピオン・シリーズ) CBS・ソニー出版, 1991
- ニコラス・エドワーズ『アラクノフォビア』 (光文社文庫) 1991
- ブルース・ナッシュ, アラン・ズーロ『アメリカ野球珍事件珍記録大全』(シリーズ・ザ・スポーツノンフィクション 東京書籍, 1991
- カレン・ハーディ 編・写真『ニュー・ブリード 新ハリウッド世代の脱アイドル宣言』新宿書房, 1992
- グレン・マトロック 著, ピート・シルヴァートン 補筆『オレはセックス・ピストルズだった』音楽之友社, 1992
- J.ランディ・タラボレッリ『マイケル・ジャクソンの真実』音楽之友社, 1993
- ジョージ・バーノウ『マリリンは生きていた』東京書籍, 1992-93
- ハリー・シャピロ『エリック・クラプトン :スローハンド伝説』音楽之友社, 1993
- W.P.キンセラ他著, ピーター・C.ブジャークマン編『ベースボール、男たちのダイヤモンド :アメリカ野球小説傑作集』新宿書房, 1994
- A.M.ノーラン『ロックンロール・トリップアメリカの旅』音楽之友社, 1994
- デボラ・チール『ダイ・ハード3』 竹書房文庫 1995
- リュック・ベッソン原案・脚本『レオン』ソニー・マガジンズ, 1995　ノベライズ
- ジェームズ・キャメロン『ストレンジ・デイズ 1999年12月31日』ソニー・マガジンズ, 1996
- タッド・ワイズ『テスラ 闇の科学者』大栄出版, 1996
- ジョージ・スペルヴィン『ジュマンジ』(扶桑社エンターテイメント) 1996
- ハリー・シャピロ, シーザー・グレビーク『ジミ・ヘンドリックス :エレクトリック・ジプシー』大栄出版, 1996
- チャック・ギーグ『白い嵐 アルバトロス号最後の航海』ソニー・マガジンズ, 1996
- デューイ・グラム『ゴースト&ダークネス』(徳間文庫 1997
- エディ・リトル『アナザー・デイ・イン・パラダイス』ソニー・マガジンズ, 1998
- コーラル・アメンデ『ハリウッド噂の真相 華やかなスターたちの舞台裏と内緒話』日本文芸社, 1998
- ラリー・ウォシャウスキー,アンディー・ウォシャウスキー『マトリックス』角川書店, 1999
- ウィリアム・A.ゴードン『ハリウッドひとり歩き :徹底ガイド』(小学館文庫) 1999
- ラファ・ルソ 脚本『If only : The man with rain in his shoes』ビー・アール・サーカス, 1999
- ヴィンセント・ギャロ『バッファロー'66』ビー・アール・サーカス, 1999
- ジェイムズ・ラスダン『シャンドライの恋』(角川文庫) 2000
- ノーマン・ボグナー『惨劇のプロヴァンス 特別犯罪捜査官ミシェル・ダントン』産業編集センター, 2000
- ポール・トーマス・アンダーソン 脚本『マグノリア』編訳 (角川文庫) 2000
- デイナ・リーブ『スーパーマンへの手紙』(講談社シネマブックス) 2001
- キャメロン・クロウ『あの頃ペニー・レインと』(マクミランcinema club) マクミランランゲージハウス, 2001
- エレノア・コッポラ『『地獄の黙示録』撮影全記録』(小学館文庫) 2002
- デイビッド&ピーター・グリフィス 脚本『コラテラル・ダメージ』訳・著 (光文社文庫) 2002
- マイク・ネルソン『史上最高のおバカ映画はコレだ!』産業編集センター, 2002
- ノーマン・ボグナー『そして、黄昏が優しくつつむ』産業編集センター, 2003
- スティーブン・ベルバー 原作・脚本『テープ』編訳. DHC, 2003
- マーガレット・ライト『ホピ銀細工 ネイティブ・アメリカンの美術工芸品』仁井田重雄 訳, 岡山監訳. バベル・プレス, 2003
- ブルース・パンドルフィーニ『チェス思考に学べ!』田村英男訳, 岡山監訳. バベル・プレス, 2005
- 山崎倫子『命を見つめて 魂に寄り添った女医の物語』構成. ランダムハウス講談社, 2005
- ジョン・カサー著,ロドニー・チャーターズ, イザベラ・ヴォスミコワ『24』制作スタッフ 写真『『24』の舞台裏』小学館, 2007
- ジョージ・ベッグ『バート・マンロー スピードの神に恋した男』中俣真知子, 池谷律代共訳. ランダムハウス講談社, 2007